# Jawaharlal Nehru Stadium (Chennai)
Das Jawaharlal Nehru Stadium (auch Marina Arena) ist ein multifunktionales Stadion in Chennai, Tamil Nadu, Indien mit einer Kapazität von 40.000 Plätzen. Es beheimatet Fußballspiele und Leichtathletikwettbewerbe. Innerhalb des Gebäudes gibt es eine Sporthalle mit 8.000 Sitzplätzen für Volleyball-, Basketball- und Tischtennisspiele. Im Stadion werden auch Konzerte ausgetragen. Es ist nach Jawaharlal Nehru, dem ersten Ministerpräsidenten von Indien, benannt. Zwischen 1956 und 1965 wurden hier auch Cricketspiele ausgetragen.